# Camille Rutherford
Pour les articles homonymes, voir Rutherford.
Ne doit pas être confondu avec Camilla Rutherford.
Camille Rutherford, née en 1990 à Paris, est une actrice, scénariste et réalisatrice franco-britannique faisant principalement carrière en France.

## Biographie
Née en 1990 à Paris, Camille Rutherford a grandi à Clermont-Ferrand. Après une scolarité au École Massillon, elle suit des études de théâtre au conservatoire régional de Clermont. Elle intègre ensuite en 2008 le Conservatoire national supérieur d’art dramatique de Paris.

## Filmographie

### Cinéma

#### Comme actrice
- 2010 : Des filles en noir de Jean Paul Civeyrac : Gaëlle
- 2011 : Low Life de Nicolas Klotz : Carmen
- 2012 : Holy Motors de Leos Carax : la voix de la limousine
- 2013 : Les Coquillettes de Sophie Letourneur : Léa
- 2013 : La Vie d'Adèle : Chapitres 1 et 2 d'Abdellatif Kechiche : Camille
- 2013 : Mary Queen of Scots de Thomas Imbach : Mary
- 2014 : Mort au rêve, court métrage de Camille de Chenay
- 2014 : Brèves de comptoir de Jean-Michel Ribes : la joueuse de cartes
- 2014 : Ceremony, moyen métrage de Chloé Bourgès
- 2014 : Projet D/Z, court métrage de Camille de Chenay
- 2014 : Première, court métrage d'Aurélien Peilloux
- 2015 : Rosalie Blum de Julien Rappeneau : Laura
- 2015 : Oh oh chéri, court métrage de Lola Roqueplo : Eva
- 2015 : Cortège, court métrage de Camille de Chenay : Camille
- 2016 : Jacqueline Argentine de Bernardo Britto
- 2016 : La Danseuse de Stéphanie Di Giusto : l'actrice dans Macbeth
- 2016 : Heureusement qu'il y a l'appartement de mémé, court métrage réalisé par elle-même : Camille
- 2017 : 3 Visages, court métrage de Christophe Loizillon
- 2018 : Plein Noir, court métrage de Marine Louvet et Lucie Rico
- 2018 : À nous deux !, court métrage de Marie Loustalot
- 2018 : Nos vies formidables de Fabienne Godet : Lisa
- 2019 : Shiny Happy People, court métrage de Mathilde Petit
- 2019 : Comment faire pour, moyen métrage de Jules Follet
- 2019 : Je suis là d'Éric Lartigau : Jane
- 2020 : Felicità de Bruno Merle : Chloé
- 2020 : Ziggy, court métrage de Tom Pope
- 2020 : Les baleines ne savent pas nager, court métrage de Matthieu Ruyssen : Miss Blatzer
- 2021 : After Blue (Paradis sale) de Bertrand Mandico : la sœur de Kate
- 2021 : Les Chiens, court métrage de Floriane Devigne
- 2022 : La Nuit du 12 de Dominik Moll : Nathalie Bardot
- 2022 :  Simone, le voyage du siècle d'Olivier Dahan : la jeune toxicomane
- 2023 : Anatomie d'une chute de Justine Triet : Zoé
- 2023 : Le Livre des solutions de Michel Gondry : Gabrielle
- 2023 : Les Trois Mousquetaires : Milady de Martin Bourboulon : Mathilde
- 2023 : Rivière de Hughes Hariche : Sophie
- 2024 : Pourquoi tu souris ? de Chad Chenouga et Christine Paillard : Emilie
- 2024 : Fario de Lucie Prost : Elsa
- 2024 : Jane Austen a gâché ma vie de Laura Piani : Agathe Robinson

#### Comme scénariste
- 2014 : Ceremony, moyen métrage de Chloé Bourgès
- 2016 : Heureusement qu'il y a l'appartement de mémé, court métrage réalisé par elle-même
- 2018 : Pas le niveau, court métrage réalisé par elle-même

#### Comme réalisatrice
- 2016 : Heureusement qu'il y a l'appartement de mémé, court métrage
- 2018 : Pas le niveau, court métrage

### Télévision

#### Comme actrice
- 2017 : Les Petits Meurtres d'Agatha Christie, série télévisée, saison 2 épisode 18 Le miroir se brisa : Fred
- 2017 : Versailles, série télévisée, saison 2 épisode 5/6/8-10 : Odile
- 2021 : Neuf Meufs, série télévisée, saison 1 épisode 2 Charlie : Charlie
- 2021 : Têtard, série télévisée, saison 1 épisode 2 Charlie : la mère célibataire
- 2022 : Platonique
- 2024 : La Chute de Paris : Théa

## Distinctions
- Nommée au César du meilleur second rôle féminin en 2020 pour Felicità[2].